# Pianure italiane

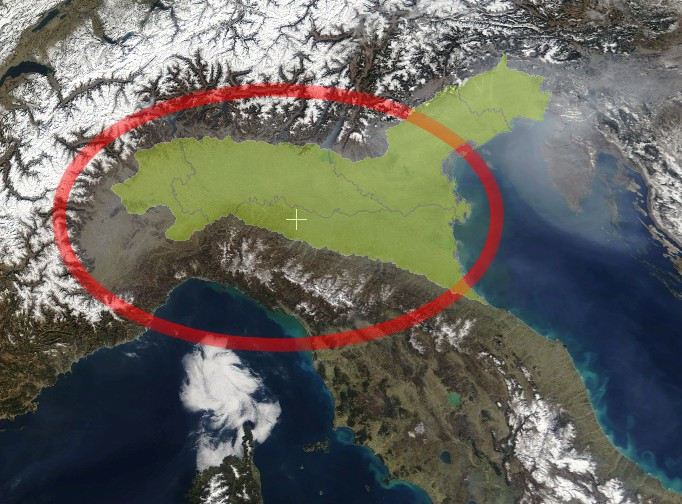
Immagine dal satellite dell'Italia settentrionale: la Pianura padana è la zona verde all'interno dell'ovale rosso, estendentesi nella Pianura veneto-friulana ad est.

## Da nord a sud
Di seguito si riporta l'elenco delle pianure più estese d'Italia.
| #  | Pianura                | km²   | Regione                                     |
| -- | ---------------------- | ----- | ------------------------------------------- |
| 1  | Pianura Padana         | 47820 | Piemonte, Lombardia, Emilia-Romagna, Veneto |
| 2  | Tavoliere delle Puglie | 3000  | Puglia                                      |
| 3  | Pianura salentina      | 2080  | Puglia                                      |
| 4  | Campidano              | 1850  | Sardegna                                    |
| 5  | Pianura campana        | 1500  | Campania, Lazio                             |
| 6  | Pianura Pontina        | 1180  | Lazio                                       |
| 7  | Piana di Pisa          | 1000  | Toscana                                     |
| 8  | Piana di Metaponto     | 800   | Basilicata                                  |
| 9  | Piana del Sele         | 500   | Campania                                    |
| 10 | Piana di Sibari        | 475   | Calabria                                    |
| 11 | Piana di Catania       | 430   | Sicilia                                     |
| 12 | Piana di Gioia Tauro   | 240   | Calabria                                    |

## Le pianure italiane

### Pianura padana
La Pianura padana, o pianura padano-veneto-romagnola e meno propriamente valle padana (valle che si riferisce al bacino del fiume Po, dalla valle Po al suo delta), è una pianura alluvionale, una regione geografica, unitaria dal punto di vista morfologico e idrografico, situata in Europa meridionale che si estende lungo l'Italia settentrionale, compresa principalmente entro il bacino idrografico del fiume Po, comprendendo parti delle regioni Piemonte, Lombardia, Emilia-Romagna e Veneto comprese orientativamente nell'isoipsa dei cento metri di quota.

### Pianura veneto-friulana
La Pianura veneto-friulana è l'area pianeggiante che interessa la zona centro-orientale del Veneto (pianura veneta) e la parte centro-meridionale del Friuli (pianura friulana). È a nord-est della Pianura Padana, senza che vi siano vere catene montuose a separare le due, che quindi risultano praticamente unite.

### Piana di Albenga
La Piana di Albenga (Ciana d'Arbénga in ligure) è la seconda più grande pianura della Liguria, dopo la Val di Magra, ed è di origine alluvionale, essendo formata dai sedimenti dei torrenti Arroscia, Neva, Pennavaira che portarono alla formazione anche del fiume Centa. La superficie è di circa 45 km².

### Valdarno
Il Valdarno è la valle percorsa dall'Arno, però non coincide con l'intero bacino del fiume, da questo si deve escludere infatti il primo tratto, cioè il Casentino, nonché le valli formate dai principali affluenti, come, ad esempio, la Val di Chiana, la Val d'Ambra, la valle della Sieve (il Mugello), la Valdelsa, la Valdera.
La parte da Arezzo a Firenze e da qui alla stretta della Gonfolina si chiama Valdarno Superiore, quella da Montelupo a Pisa Valdarno Inferiore.

### Piana di Lucca
La Piana di Lucca è una pianura alluvionale delimitata ad ovest dai Monti d'Oltre Serchio che la separano dalla Versilia e dalla Riviera Lucchese, a nord dalle propaggini sudorientali delle Alpi Apuane e dall'Altopiano delle Pizzorne, a est da Montalbano e a sud dal Monte Pisano e dalle Cerbaie.

### Piana apuo-versiliese
La Piana Apuo-Versiliese è una pianura alluvionale costiera che comprende la Costa apuana (da Marina di Carrara a Forte dei Marmi), la Costa versiliese (da Forte dei Marmi a Lido di Camaiore) e la Riviera lucchese (da Lido di Camaiore a Torre del Lago Puccini). Il territorio si estende per pochi chilometri tra il Mar Ligure e le colline affacciate su di esso; è delimitato a nord dal promontorio di Capo Corvo, e a sud dal Lago di Massaciuccoli, al di là del quale ha inizio la confinante Piana di Pisa. 
A ovest delle colline che chiudono la pianura apuo-versiliese, si trovano: nella parte settentrionale e centrale (apuana e versiliese), la catena montuosa delle Alpi Apuane, mentre in quella meridionale (viareggina), la Piana di Lucca. 
Le colline versiliesi e il versante marittimo delle Alpi Apuane prendono il nome di Alta Versilia e, insieme alla Piana Versiliese, costituiscono la regione storico-geografica della Versilia.

### Piana di Pisa
La Piana di Pisa è l'area terminale del Valdarno Inferiore, comprendente i comuni di Pisa e Cascina e parte di quelli di San Giuliano Terme, Vecchiano, Collesalvetti (con riferimento alla zona compresa tra Stagno e Guasticce) e Livorno (le aree poste a nord della città, a breve distanza dal porto industriale). Confina a nord con la Versilia, a nord-est con i Monti Pisani, ad est con la Valdera, a sud con la Maremma Pisana e le Colline Livornesi, mentre a ovest è delimitata dal Mar Ligure. Con i suoi circa 1000 km² di estensione, è la maggiore pianura alluvionale italiana dopo quella padana. La pianura pisana è stata formata dalle alluvioni dell'Arno e del Serchio, che anticamente era un affluente del primo fiume.

### Maremma
La Maremma è un territorio vasto e dai confini difficilmente definibili che si estende lungo il versante tirrenico dell'Italia Centrale, interessando la Toscana centro-meridionale ed il Lazio settentrionale. Convenzionalmente, il territorio maremmano è suddiviso in tre zone: Maremma Pisana, Maremma Grossetana e Maremma laziale.

### Campagna romana
Con la locuzione Campagna romana si indica la vasta pianura del Lazio, ondulata e intersecata da fossi, che si estende nel territorio circostante la città di Roma fino al Circeo con il piano collinare prossimo. Un tempo era occupata dalle acque del Mar Tirreno, è stata poi riempita dal materiale trasportato dal fiume Tevere e dai suoi affluenti.

### Agro Pontino
Il territorio dell'Agro Pontino o Pianura pontina, un tempo coperto dalle paludi ed oggi bonificato, corrisponde ad una pianura in gran parte alluvionale delimitata ad ovest e sud dal mar Tirreno, a est dai primi rilievi appenninici dei monti Lepini ed Ausoni, a nord dal medio corso del fiume Astura e dai primi rilievi dei Colli Albani.

### Campidano
Il Campidano è la maggiore pianura sarda. Si estende su una superficie di circa 1.850 km², da Cagliari fin oltre Oristano ed è compresa tra i due blocchi montuosi principali: il Gennargentu e l'Iglesiente.
Anticamente era un largo canale marino, che è stato poi riempito dal materiale trasportato dai fiumi e dal materiale eruttato dai vulcani. È quindi sia di origine alluvionale, sia di origine vulcanica.

### Nurra
La Nurra (nome forse derivato da Nure) è una sub-regione storica nonché area agricola pianeggiante del nord-ovest della Sardegna, situata nel quadrilatero compreso fra Alghero, Sassari, Porto Torres e Stintino, tra il golfo dell'Asinara a nord-est, il mar di Sardegna ad ovest, dal Riu Mannu a est e dai rilievi del Logudoro a sud-est. È interamente inclusa nella provincia di Sassari.

### Pianura Campana
Con la locuzione Pianura Campana si fa generalmente riferimento alla parte pianeggiante della Campania Felix, cioè alla pianura che va dal Garigliano sino alle falde del Vesuvio, e che ha per centri principali, da nord verso sud, Cassino, Formia, Santa Maria Capua Vetere, Capua, Caserta, Pozzuoli, Giugliano in Campania, Napoli, Aversa, Afragola, Nola, Pompei e Nocera Inferiore. Si tratta di una delle zone a maggiore densità abitativa d'Italia, in cui ricadono molti comuni che superano i cinquantamila abitanti.

### Agro nocerino sarnese
Il territorio dell'Agro nocerino sarnese, è costituito da due aree geografiche attigue della Campania, l'Agro nocerino e l'Agro sarnese, situate nella valle del fiume Sarno, a metà strada tra Napoli e Salerno, i cui comuni ricadono nella provincia di Salerno, per una superficie complessiva di 188,1 km² e circa 300 000 abitanti, con una densità di popolazione pari a 1807 abitanti per km².

### Piana del Sele
La Piana del Sele è una pianura di origine alluvionale di circa 500 km² situata nella provincia di Salerno. Comprende parte dei bacini del fiume Sele e i suoi affluenti, e del Tusciano. Viene anche chiamata Piana di Eboli o Piana di Paestum.

### Tavoliere delle Puglie
Il Tavoliere delle Puglie  è una pianura di sollevamento e si affaccia a oriente sul golfo di Manfredonia e termina a nord contro gli spalti del Gargano e a ovest alle falde dei monti della Daunia; si allarga intorno a Foggia, ricco di colture e vigneti, su una superficie complessiva di circa 3000 km²; è la seconda pianura italiana in ordine di grandezza. Poiché i fiumi che lo percorrono hanno tutti scarsa portata, il Tavoliere è soggetto a siccità durante la maggior parte dell'anno. Le ricche coltivazioni possono tuttavia godere dell'apporto dell'Acquedotto pugliese, dalle numerose dighe presenti e dai pozzi artesiani che attingono da falde acquifere sotterranee.

### Terra di Bari
La Terra di Bari definisce, da un punto di vista meramente geografico, il territorio pianeggiante stretto tra le Murge a sud-ovest e il mare Adriatico a nord-est compreso fra la foce dell'Ofanto e la città di Fasano.

### Valle d'Itria
La Valle d'Itria è una porzione di territorio della Puglia centrale, a cavallo tra le province di Bari, Brindisi e Taranto. Il suo territorio coincide con la parte meridionale dell'altopiano delle Murge: in senso stretto è la depressione carsica che si estende tra gli abitati di Locorotondo, Cisternino e Martina Franca.

### Pianura salentina
La Pianura salentina (chiamato anche Piana Messapica o Tavoliere di Lecce) è un vasto e uniforme bassopiano del Salento compreso tra i rialti terrazzati delle Murge a nord e le serre salentine a sud. Si estende per gran parte del brindisino (Piana brindisina), per tutta la parte settentrionale della provincia di Lecce, a nord della linea che grossomodo congiunge Gallipoli e Otranto, fino ad Avetrana, Sava, Lizzano e Manduria nel tarantino.

### Piana di Metaponto
La Piana di Metaponto è situata nel territorio del Metapontino, si trova lungo la costa ionica della Basilicata e si estende su una superficie di circa 800 km². La pianura metapontina, che prende il nome dall'antica città greca di Metaponto, è attraversata dai fiumi Bradano, Basento, Cavone, Agri e Sinni. Importante è la vasta pineta a ridosso della spiaggia, soprattutto il Bosco Pantano di Policoro, oasi del WWF.

### Piana di Sibari
La Piana di Sibari, che prende il nome dall'omonima città magnogreca, è la pianura più grande della Calabria. Situata sul versante ionico settentrionale della regione, fa da confine tra il massiccio del Pollino e quello della Sila. È solcata al centro dai corsi del fiume Crati e del suo affluente Coscile, che sfociano nel mar Ionio.

### Piana di Lamezia Terme
La Piana di Sant'Eufemia o Piana di Lamezia del Terme, è una pianura alluvionale della Calabria, che con i suoi circa 120 km² di estensione, rappresenta la terza della regione. La piana lametina è situata al centro della costa tirrenica calabrese davanti al golfo di Sant'Eufemia. La forma di questa piana, che interessa quasi completamente il territorio compreso nel comune di Lamezia Terme, è simile ad un triangolo isoscele, con base la linea di costa, per una larghezza di 15 km, fra Capo Suvero di Gizzeria Lido a nord e la foce del fiume Angitola a sud, e altezza pari a circa 10 km coincidente con l'asta del fiume Amato.

### Piana di Gioia Tauro
La Piana di Gioia Tauro, (localmente A Chjiana), è una pianura alluvionale della Calabria con 240 km² di estensione, confina ad ovest con il Mar Tirreno (golfo di Gioia Tauro), a nord con il Monte Poro, ad est con il Dossone della Melia ed a sud con il Monte Sant'Elia. È per estensione, dopo la Piana di Sibari, la seconda delle tre pianure calabresi. I fiumi più importanti sono il Mésima e il Petrace.

### Piana di Catania
La Piana di Catania è la maggiore pianura siciliana con 430 km² di estensione; compresa fra il piede meridionale dell'Etna, i monti Erei, i monti Iblei ed il mare, è lunga circa 45 km e larga in media 15. È fertilissima e ben coltivata. Fiumi principali: Dittaino, Gornalunga, Salso, Simeto.

### Piana di Gela
La Piana di Gela è una pianura alluvionale della Sicilia, che con i suoi 250 km² di estensione, rappresenta la seconda della regione. Essa prende il nome dalla città di Gela, antica colonia greca famosa come "Granaio di Roma" e anticamente veniva indicata con l'appellativo di "Campi Geloi" (Virgilio, Eneide). Importantissima è la coltivazione del grano, dei carciofi e la produzione di ortaggi nella "fascia trasformata" tra Vittoria, Niscemi e Licata.

### Conca d'Oro
La Conca d'Oro è la pianura su cui sorge buona parte della città di Palermo ed alcuni comuni limitrofi. Conosciuta con questo nome per via delle colorazioni dorate tipiche degli agrumi, si estende nell'arco del Golfo di Palermo, ed è delimitata dai Monti di Palermo. Oggi, in gran parte è stata cementificata a causa dell'espansione edilizia del capoluogo. Tuttavia a sud-est vanta di un lussureggiante angolo di coltura agrumicola: la località di Ciaculli. Conosciuta per la produzione del Mandarino Tardivo, varietà che, termina la sua maturazione in marzo. Nelle altre aree della pianura, risparmiate dall'espansione urbanistica di Palermo, alcuni privati continuano a coltivare agrumi come le Arance, o i Mandaranci.